# Pruska (gmina w województwie białostockim)
Pruska – dawna gmina wiejska istniejąca w dwóch fazach w XIX wieku, do 1954 roku w woj. białostockim (obecnie w woj. podlaskim). Nazwa gminy pochodzi od wsi Pruska, jednakże siedzibą władz gminy było przed wojną Kroszewo, a po wojnie Dreństwo.
Za Królestwa Polskiego gmina Pruska  należała do powiatu szczuczyńskiego w guberni łomżyńskiej. W 1868 roku została połączona z gminą Ruda w nową gminę Pruska-Ruda. Gminę reaktywowano ponownie w 1874 roku w związku z restytucją odrębności gmin Pruska i Ruda. 
W okresie międzywojennym gmina Pruska należała do powiatu szczuczyńskiego w woj. białostockim. Po wojnie gmina zachowała przynależność administracyjną. 12 marca 1948 roku powiat szczuczyński przemianowano na powiat grajewski. Według stanu z 1 lipca 1952 roku gmina składała się z 15 gromad.
Gmina została zniesiona 29 września 1954 roku wraz z reformą wprowadzającą gromady w miejsce gmin. Jednostki nie przywrócono 1 stycznia 1973 roku po reaktywowaniu gmin.